# فان يانغ (ترفيهي)
فان يانغ (بالفيتنامية: Fan Yang)‏ هو ترفيهي فيتنامي، ولد في 1962 في مدينة ها فونغ في فيتنام.

## وصلات خارجية
- الموقع الرسمي